# Boxeuropameisterschaften 1961
Die 14. Herren-Boxeuropameisterschaften der Amateure wurden vom 3. bis 10. Juni 1961 in der jugoslawischen Hauptstadt Belgrad ausgetragen. Es nahmen 146 Kämpfer aus 21 Nationen teil.
Es wurden Medaillen in zehn Gewichtsklassen vergeben. Die Sowjetunion errang fünf Titel, Italien zwei und Polen, England und Schottland jeweils einen.

## Ergebnisse
| Klasse            | Gold                         | Silber                          | Bronze                                                       |
| Fliegengewicht    | Paolo Vacca Italien          | Wladimir Stolnikow Sowjetunion  | Otto Babiasch DDR Fritz Chervet Schweiz                      |
| Bantamgewicht     | Sergei Siwko Sowjetunion     | Piotr Gutman Polen              | Nicolae Puiu Rumänien Primo Zamparini Italien                |
| Federgewicht      | Francis Taylor England       | Alexander Sassuchin Sowjetunion | Constantin Georghiu Rumänien Karl-Heinz Schulz DDR           |
| Leichtgewicht     | Richard McTaggart Schottland | Petar Benedek Jugoslawien       | János Kajdi Ungarn Paul Warwick England                      |
| Halbweltergewicht | Aloizs Tumiņš Sowjetunion    | Ljubiša Mehović Jugoslawien     | Pierre Cosentino Frankreich Marian Kasprzyk Polen            |
| Weltergewicht     | Ričardas Tamulis Sowjetunion | Max Meier Schweiz               | Jean Josselin Frankreich Ian McKenzie Schottland             |
| Halbmittelgewicht | Boris Lagutin Sowjetunion    | Hans-Dieter Neidel DDR          | Viriu Badea Rumänien Erich Schichta Deutschland              |
| Mittelgewicht     | Tadeusz Walasek Polen        | Jewgeni Feofanow Sowjetunion    | Franz Frauenlob Österreich Dragoslav Jakovljević Jugoslawien |
| Halbschwergewicht | Giulio Saraudi Italien       | Gheorghe Negrea Rumänien        | Jack Bodell England Zdzisław Józefowicz Polen                |
| Schwergewicht     | Andrei Abramow Sowjetunion   | Benito Penna Italien            | Zbigniew Gugniewicz Polen Günter Siegmund DDR                |

## Medaillenspiegel
| Rang | Land                            | Gold | Silber | Bronze | Gesamt |
| ---- | ------------------------------- | ---- | ------ | ------ | ------ |
| 01   | Sowjetunion                     | 5    | 3      | 0      | 8      |
| 02   | Italien                         | 2    | 1      | 1      | 4      |
| 03   | Polen                           | 1    | 1      | 3      | 5      |
| 04   | England                         | 1    | 0      | 2      | 3      |
| 05   | Schottland                      | 1    | 0      | 1      | 2      |
| 06   | Jugoslawien                     | 0    | 2      | 1      | 3      |
| 07   | Rumänien                        | 0    | 1      | 3      | 4      |
| 07   | Deutsche Demokratische Republik | 0    | 1      | 3      | 4      |
| 09   | Frankreich                      | 0    | 0      | 2      | 2      |
| 09   | Schweiz                         | 0    | 1      | 1      | 2      |
| 011  | Österreich                      | 0    | 0      | 1      | 1      |
| 011  | Ungarn                          | 0    | 0      | 1      | 1      |
| 011  | Deutschland                     | 0    | 0      | 1      | 1      |
|      | Gesamt                          | 10   | 10     | 20     | 40     |